# 籽灰蝶屬
籽灰蝶屬（Rayed Blue，學名：Actizera）是灰蝶科眼灰蝶亞科中的一個屬。

## 物種
- 籽灰蝶 （Actizera atrigemmata） (Butler, 1878)
- Actizera drucei (Bethune-Baker, 1906)
- 黑緣籽灰蝶 （Actizera lucida） (Trimen, 1883)
- 星籽灰蝶 （Actizera stellata） (Trimen, 1883)